# Kgalagadi South
Kgalagadi South est un sous-district du Botswana.

## Villes
- Bogogobo
- Bokspits
- Bray
- Gachibana
- Khisa
- Khuis
- Khwawa
- Kokotsha
- Kolonkwane
- Makopong
- Maleshe
- Maralaleng
- Maubelo
- Middlepits
- Omaweneno
- Phepheng/Draaihoek
- Rapples Pan
- Struizendam
- Tsabong
- Vaalhoek
- Werda